# 喜多見站
喜多見站（日语：／ Kitami eki */?）是位於東京都世田谷區喜多見，屬於小田急電鐵小田原線的鐵路車站。車站編號是OH 15。

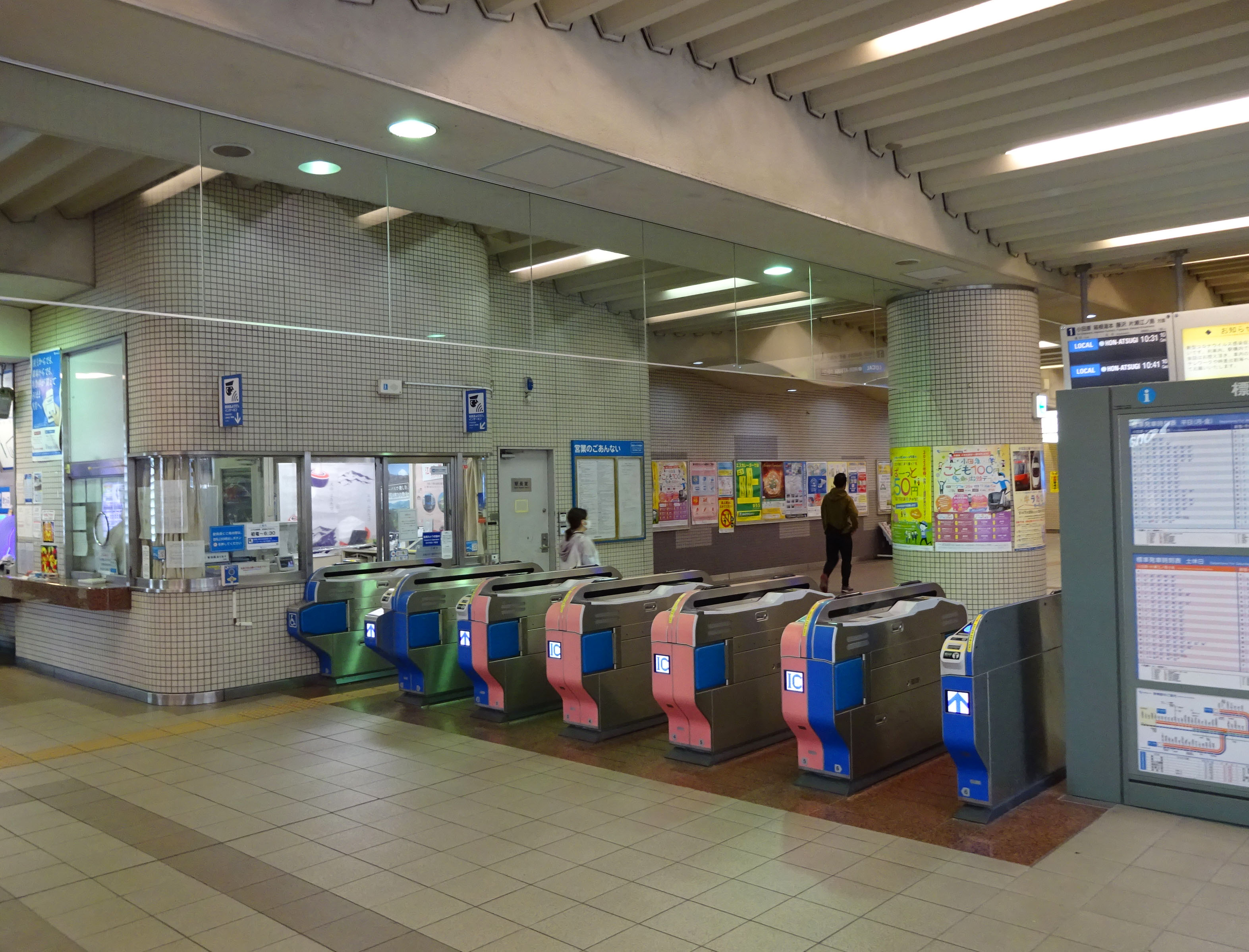
驗票閘口（2021年11月）

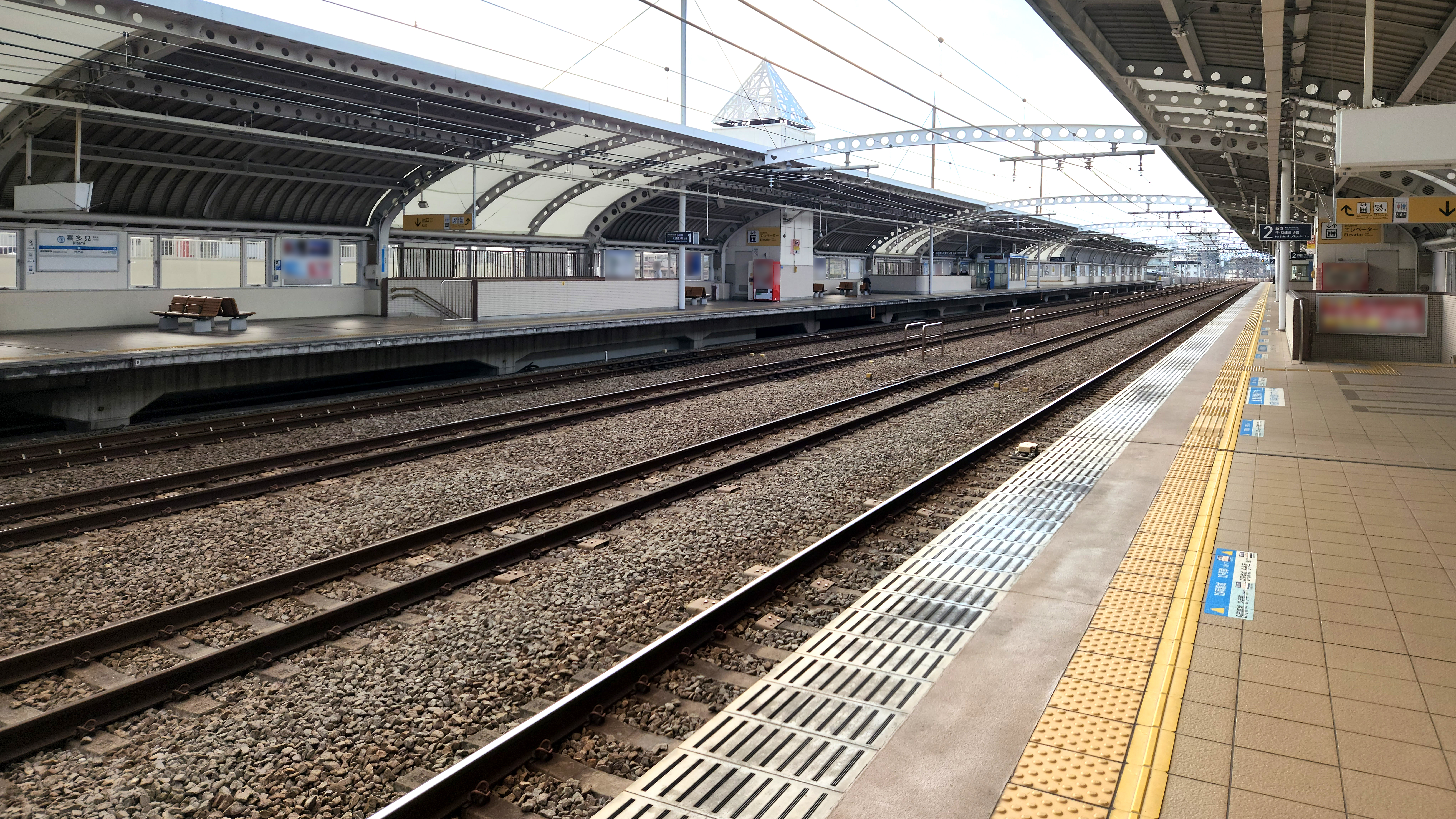
月台（2022年11月）

## 概要
本站是自新宿站算起的第15個（含新宿站）車站，距離新宿站12.7公里，並且位於世田谷區與狛江市的交界上。本站是新宿站下行方向在世田谷區的最後一站。由於成城學園前站至本站之間穿過國分寺崖線，因此這段線路在過去有明顯的高低差，但在本站高架化與成城學園前站地下化後已大幅緩減。
過去有從都心經玉川、世田谷通地下至喜多見站的地下鐵構想，另外也有多摩線從喜多見站開始的構想，但都未實現。本站與狛江站和和泉多摩川站皆是成城學園前站的管理管區。

## 歷史
- 1927年（昭和2年）4月1日：車站啟用。
- 1937年（昭和12年）9月1日：開往片瀨江之島站的直通車開始停靠此站（開往小田原站的直通車則不停站）。
- 1948年（昭和23年）9月：櫻準急開始停靠此站。
- 1951年（昭和26年）4月：準急開始停靠此站。
- 1964年（昭和39年）11月5日：準急開始不停此站。
- 1989年（平成元年）7月：喜多見－和泉多摩川路段複線化工程開始施工。
- 1994年（平成6年）
  - 春：喜多見車輛基地建成。
  - 12月：世田谷代田－喜多見路段複線化工程開始施工。
- 1996年（平成8年）12月1日：開始使用新的上行線月台。
- 1997年（平成9年）
  - 3月：喜多見－和泉多摩川路段複線化工程完工。
  - 6月23日：複線開始投入服務。
- 1998年（平成10年）9月10日：商場「小田急Marche」啟用。
- 2002年（平成14年）12月：世田谷代田－喜多見路段交通立體化。
- 2004年（平成16年）12月11日：區間準急開始停靠此站。
- 2016年（平成28年）3月26日：區間準急廢除。僅停靠各站停車。
- 2018年（平成30年）3月17日：東京地下鐵千代田線直通列車（各站停車）停靠本站。

### 舊站房
站房、路線都在地面。站房設於上行月台側，兩月台間設有天橋。下行月台有臨時檢票口。

### 站名由來
來自於此地地名「喜多見」。

## 車站結構
本站是包含兩條通過線的側式月台2面4線高架車站。線路、月台在高架上，剪票口在地上。高架化以前西側有臨時剪票口，現在僅剩東側一處。屋頂僅遮蓋月台部分，線路部分是露天形式。
世田谷區內的新設高架車站是採統一設計，各站在月台柱等地方使用不同的基調色。本站的基調色是淡奶油色。月台屋頂採用拱型。站房兩側高架下設有商業設施。
月台有效長度可停靠10輛編組。

### 月台配置
| 月台   | 路線      | 方向（路線）   | 目的地                                 |
| ------ | --------- | -------------- | -------------------------------------- |
| 1      | 小田原線  | 下行（緩行線） | 小田原、箱根湯本、藤澤、片瀨江之島方向 |
| 通過線 | □小田原線 | 下行（急行線） | （下行列車通過）                       |
| 通過線 | □小田原線 | 上行（急行線） | （上行列車通過）                       |
| 2      | 小田原線  | 上行（緩行線） | 新宿、千代田線方向                     |

※下行東北澤至登戶間、上行向丘遊園至東北澤間，急行線、緩行線原則上依下述方式使用。
〔急行線〕
 □浪漫特快、■快速急行、■通勤急行、■急行，以及成城學園前站至經堂站間的□通勤準急。
〔緩行線〕
■準急、■各站停車，以及上述區間以外的□通勤準急。

### 出入口
北口、南口無段差，不須設置電梯或電扶梯。

## 站內設備
由於站房是在1990年代設計，設施較為完善。

### 機器
- 自動驗票閘門
- 自動售票機
- 自動精算機

### 設施
- 廁所 - 剪票口內北口側。
- 休息區 - 剪票口內2處（舊吸菸區）。
- 飲水處 - 兩月台各一處。
- 候車室 - 兩月台各一處，共兩處。2004年秋季設置。
- 電梯 - 大廳至各月台，共兩座。
- 電扶梯 - 大廳至各月台，上下向共四座。

### 商業設施
- 商店 - 剪票口外。
  - OX SHOP - 車站商店。
  - Odakyu MART - 便利超商。
- ATM - 剪票口外側。
  - 橫濱銀行 - ATM1台。登戶支店小田急喜多見站出張所。
- 公共電話 - 剪票口內外各一處。
- 投幣式置物櫃 - 剪票口內1處。

## 使用情況
2017年度1日平均上下車人次為34,306人，在小田急全部70個車站當中排名34位。
近年1日平均上下車人次與上車人次變化如下表。
| 年度               | 1日平均 上下車人次 | 1日平均 上車人次 | 來源     |
| ------------------ | ------------------ | ---------------- | -------- |
| 1948年（昭和23年） | 3,699              |                  |          |
| 1956年（昭和31年） |                    | 3,598            | [ * 1 ]  |
| 1957年（昭和32年） |                    | 4,019            | [ * 2 ]  |
| 1958年（昭和33年） |                    | 4,407            | [ * 3 ]  |
| 1959年（昭和34年） |                    | 4,916            | [ * 4 ]  |
| 1960年（昭和35年） | 10,746             | 5,417            | [ * 5 ]  |
| 1961年（昭和36年） | 11,992             | 5,940            | [ * 6 ]  |
| 1962年（昭和37年） | 13,473             | 6,753            | [ * 7 ]  |
| 1963年（昭和38年） | 15,416             | 7,754            | [ * 8 ]  |
| 1964年（昭和39年） | 17,467             | 8,797            | [ * 9 ]  |
| 1965年（昭和40年） | 18,605             | 9,361            | [ * 10 ] |
| 1966年（昭和41年） | 19,132             | 9,521            | [ * 11 ] |
| 1967年（昭和42年） | 18,842             | 9,346            | [ * 12 ] |
| 1968年（昭和43年） | 18,836             | 9,203            | [ * 13 ] |
| 1969年（昭和44年） | 18,600             | 9,318            | [ * 14 ] |
| 1970年（昭和45年） | 18,655             | 9,520            | [ * 15 ] |
| 1971年（昭和46年） | 19,551             | 9,896            | [ * 16 ] |
| 1972年（昭和47年） | 20,741             | 10,480           | [ * 17 ] |
| 1973年（昭和48年） | 21,503             | 10,869           | [ * 18 ] |
| 1974年（昭和49年） | 23,475             | 11,743           | [ * 19 ] |
| 1975年（昭和50年） | 23,910             | 12,050           | [ * 20 ] |
| 1976年（昭和51年） | 24,643             | 12,366           | [ * 21 ] |
| 1977年（昭和52年） | 25,038             | 12,588           | [ * 22 ] |
| 1978年（昭和53年） | 25,228             | 12,773           | [ * 23 ] |
| 1979年（昭和54年） | 24,942             | 12,649           | [ * 24 ] |
| 1980年（昭和55年） | 25,078             | 12,687           | [ * 25 ] |
| 1981年（昭和56年） | 25,492             | 12,934           | [ * 26 ] |
| 1982年（昭和57年） | 25,600             | 12,986           | [ * 27 ] |
| 1983年（昭和58年） | 25,526             | 13,064           | [ * 28 ] |
| 1984年（昭和59年） | 25,977             | 13,274           | [ * 29 ] |
| 1985年（昭和60年） | 27,660             | 13,677           | [ * 30 ] |
| 1986年（昭和61年） | 27,874             | 13,782           | [ * 31 ] |
| 1987年（昭和62年） | 28,132             | 13,860           | [ * 32 ] |
| 1988年（昭和63年） | 28,613             | 14,203           | [ * 33 ] |
| 1989年（平成元年） | 28,695             | 14,199           | [ * 34 ] |
| 1990年（平成02年） | 27,535             | 14,237           | [ * 35 ] |
| 1991年（平成03年） | 27,626             | 14,259           | [ * 36 ] |
| 1992年（平成04年） | 27,517             | 14,255           | [ * 37 ] |
| 1993年（平成05年） | 27,747             | 14,463           | [ * 38 ] |
| 1994年（平成06年） | 27,825             | 14,576           | [ * 39 ] |
| 1995年（平成07年） | 27,732             | 14,459           | [ * 40 ] |
| 1996年（平成08年） | 27,455             | 14,287           | [ * 41 ] |
| 1997年（平成09年） | 27,152             | 14,260           | [ * 42 ] |
| 1998年（平成10年） | 27,227             | 14,444           | [ * 43 ] |
| 1999年（平成11年） | 27,691             | 14,796           | [ * 44 ] |
| 2000年（平成12年） | 27,861             | 14,846           | [ * 45 ] |
| 2001年（平成13年） | 28,454             | 15,112           | [ * 46 ] |
| 2002年（平成14年） | 29,352             | 15,574           | [ * 47 ] |
| 2003年（平成15年） | 30,097             | 15,842           | [ * 48 ] |
| 2004年（平成16年） | 32,236             | 15,997           | [ * 49 ] |
| 2005年（平成17年） | 32,367             | 16,052           | [ * 50 ] |
| 2006年（平成18年） | 32,537             | 16,121           | [ * 51 ] |
| 2007年（平成19年） | 32,652             | 16,246           | [ * 52 ] |
| 2008年（平成20年） | 32,415             | 16,118           | [ * 53 ] |
| 2009年（平成21年） | 32,043             | 15,940           | [ * 54 ] |
| 2010年（平成22年） | 31,519             | 15,666           | [ * 55 ] |
| 2011年（平成23年） | 31,185             | 15,516           | [ * 56 ] |
| 2012年（平成24年） | 31,769             | 15,789           | [ * 57 ] |
| 2013年（平成25年） | 32,310             | 16,064           | [ * 58 ] |
| 2014年（平成26年） | 31,963             | 15,923           | [ * 59 ] |
| 2015年（平成27年） | 32,973             | 16,445           | [ * 60 ] |
| 2016年（平成28年） | 33,662             | 16,791           | [ * 61 ] |
| 2017年（平成29年） | 34,306             |                  |          |

## 車站周邊
北口、南口都有站前廣場，但沒有站前圓環。
車站高架下是商業設施小田急Marche喜多見。

### 北口
- 警視廳成城警察署（日语：成城警察署）喜多見站前交番
- 喜多見站前郵便局
- 電力中央研究所（日语：電力中央研究所）狛江地區
- TIPNESS（日语：ティップネス）喜多見店
- 小田急研修中心
- 喜多見電車基地
- 世田谷區喜多見接觸廣場（日语：きたみふれあい広場）

### 南口
- SUMMIT STORE喜多見站前店
- 學校法人國本學園（日语：学校法人国本学園）
- 三井住友銀行喜多見支店
- 清爽信用金庫（日语：さわやか信用金庫）喜多見支店
- 喜多見冰川神社（日语：氷川神社 (世田谷区喜多見)）
- 慶元寺（日语：慶元寺）

### 相關設施
成城學園前站與本站之間有喜多見電車基地與喜多見綜合事務所。

### 巴士路線
全由小田急巴士運行。
北口有「喜多見站」巴士站。
- 喜01系統 - 往狛江HI TOWN折返場
- 狛巴士（日语：こまバス） - 狛江市內循環（南路線）

南口世田谷通旁有「喜多見站入口」巴士站。
- 澀26系統 - 往澀谷站、往調布站南口
- 玉08系統 - 往二子玉川站、往調布站南口
- 往狛江營業所（日语：小田急バス狛江営業所）、往成城學園前站南口

## 相鄰車站
小田急電鐵
 小田原線

■快速急行、□通勤急行、■急行、□通勤準急、■準急
通過
■各站停車
成城學園前（OH 14）－喜多見（OH 15）－狛江（OH 16）

## 外部連結
- 喜多見 - 小田急電鐵